# Subic
Subic ist eine philippinische Stadtgemeinde in der Provinz Zambales. Sie hat 104.771 Einwohner (Zensus 1. August 2015). Subic ist Standort der ehemaligen US-amerikanischen Militärbasis United States Naval Base und der Werft Hanjin Heavy Industries & Construction Philippines (HHIC Phil) an der Subic-Bucht.

## Baranggays
Subic ist politisch in 16 Baranggays unterteilt.
| - Aningway Sacatihan - Asinan Poblacion - Asinan Proper - Baraca-Camachile (Pob.) - Batiawan - Calapacuan - Calapandayan (Pob.) - Cawag | - Ilwas (Pob.) - Mangan-Vaca - Matain - Naugsol - Pamatawan - San Isidro - Santo Tomas - Wawandue (Pob.) |